# Lucjan Lis
Lucjan Lis (n. 8 august 1950, Bytom, Polonia – d. 26 ianuarie 2015, Unna, Renania de Nord-Westfalia, Germania) a fost un ciclist de performanță ce a reprezentat Polonia, medaliat olimpic. A participat la o ediție a Jocurilor Olimpice (1972) în care a câștigat o medalie de argint.

## Participări
Lista de mai jos prezintă principalele competiții la care a participat Lucjan Lis de-a lungul carierei.
- Olympische Sommerspiele 1972/Radsport – Mannschaftszeitfahren Straße (Männer)[*]